# Hrabstwo Spotsylvania

Piramida wieku hrabstwa

Hrabstwo Spotsylvania – hrabstwo w USA, w stanie Wirginia, według spisu z 2000 roku liczba ludności wynosiła 90 395. Siedzibą hrabstwa jest Spotsylvania Courthouse.

## Geografia
Według spisu hrabstwo zajmuje powierzchnię 1067 km², z czego 1039 km² stanowią lądy, a 28 km² – wody.

### CDP
- Lake Wilderness
- Spotsylvania Courthouse